# Нумерий Цестий
Нумерий Цестий (на латински: Numerius Cestius) е сенатор на Римската империя.
През март и април 55 г. той е суфектконсул на мястото на Нерон. Колега му е Луций Антисций Вет. След тях суфектконсули стават Сенека (от май до октомври) и Публий Корнелий Долабела (май).